# Пад Акре (1291)
Пад Акре се десио 1291. године и резултовао губитком контроле града Акре од стране крсташа, који је пао у руке муслимана. Сматра се једним од најважнијих битака овог временског периода. Иако су крсташи наставили још неколико векова рата, освајање града је означио крај даљих крсташких ратова на тлу Леванта. Падом Акре крсташи губе последње упориште у Краљевини Јерусалим.

## Узрок
Египатски султана Калаван освојио је Триполи 27. априла 1289. године. У Светој Земљи је тада од хришћанских градова остала једино Акра. Султан није желео да прекрши примирје које је постојало. Међутим, у јесен 1290. године у Акри се окупила мања група крсташа пристиглих из Италије. Поводом тога је приређен банкет. Он се претворио у крвопролиће. Пијани крсташи су улицама Акре побијали свакога кога су срели, а ко је носио браду. Страдало је мноштво муслимана, али и хришћана. Калаван покреће војску ради одмазде 4. новембра. Међутим, током похода умире, па се муслимани враћају. Непосредно пред смрт, Калаван је заклео свога сина Ашрафа да освоји Акру.

## Опсада
Марта 1291. године Акра је опседнута. У муслиманској армији је било 70.000 коњаника и око 150.000 пешака. Акра је бројала око 40.000 становника од којих 700 коњаника и 800 пешака. Били су присутни и сви витешки монашки редови: Темплари, Хоспиталци, Тевтонци, одред Светог Лазара... Током маја 1291. године завршено је опкољавање града. Град је бомбардован са 92 катапулта. Завршни јуриш извршен је 18. маја. Крсташи су једно време одбијали нападе. Најжешће су се бранили Темплари и Хоспиталци. Међутим, знатно бројнија муслиманска војска успела је да пробије одбрану.

## Покољ
Уследио је покољ грађана Акре. Описује га Жерар од Монтреала:
Знајте да је било ужасно и погледати јер су госпе и грађани и црквењаци и други обични људи бежали улицама носећи децу у наручју, а сви су били унезверени и расплакани и бежали су према луци да би се обезбедили од смрти. Када би их Сарацени пресрели, једна би узео мајку, а други дете, па би их водили са једне на другу страну. Понекад жена би била одвојена, док би дете било бачено на под и тако се вукло до смрти, а било је нешто крупнијих госпа које су биле задихане и без даха услед страха да ће бити на месту усмрћене и дете у њиховој утроби.

## Последице
Након пада Акре, остали крсташки поседи нису се опирали. Тир је напуштен 18. маја, Сидон 14. јула, Бејрут 21. јула, Антарт 3. августа. Био је то крај крсташких ратова.